# Vladimír Vondráček
Vladimir Vondráček (23 de febrero de 1895 - 10 de mayo de 1978) fue uno de los principales psiquiatras checos y se le considera uno de los fundadores de la psicología, la psicofarmacología, la dietética y psiquiatría sexual en Checoslovaquia. Después de la Segunda Guerra Mundial, Vondráček se convirtió en el "médico de cabecera" de la Clínica Psiquiátrica en Praga. Fue un divulgador importante de la psiquiatría y contribuyó a la integración de los enfermos mentales en la vida cotidiana. Vondráček escribió cerca de 225 estudios y libros, de los cuales el más conocido es su trabajo Fantastické a magické z hlediska psychiatrie (Fantasía y magia desde el Mirador de Psiquiatría). También es digno de mención por sus memorias de tres partes: "Doktor vzpomíná ("Recuerdos de un médico", 1895–1920 (1973)), "Lékař dále vzpomíná" ("Más recuerdos de un médico" (1920–1938 (1978)) y "Konec vzpomínání" ("El fin de las memorias", 1938–1945, publicado póstumamente en 1988).

## Biografía
Vladimír Vondráček nació el 23 de febrero de 1895 en Praga en una familia dedicada al comercio de alimentos. Se graduó en el Gymnasium (liceo) de Praga, ciudad donde más tarde estudió medicina, graduándose en 1919, tras lo cual cumplió su servicio militar como médico en el Séptimo Regimiento.
En los inicios de su carrera médica trabajó en la "Clínica de Medicina Interna", con el profesor Ladislav Syllaby; y en el Instituto para los Enfermos Mentales con el profesor Antonín Heveroch. Después de recibir su doctorado en farmacología en 1932 trabajó en el Instituto Farmacológico del profesor Emanuel Formanek y en un spa en Lubochna y Tatranská Lomnica. En 1938, fue nombrado profesor de Psicología y en 1946 profesor de Psiquiatría en la Clínica de Psiquiatría en la Facultad de Medicina de la Universidad Carolina en Praga . Después de la Segunda Guerra Mundial, Vondráček se convirtió en el "médico de cabecera" en la clínica psiquiátrica. Se retiró en 1957 después de 25 años de servicio. En 1957 sustituyó a Zdeněk Mysliveček como jefe de la Clínica Psiquiátrica, donde se le atribuyó la construcción de un laboratorio de investigación en el que trabajó hasta su muerte. Como escritor era firme partidario de la unidad de la psiquiatría y la neurología.
La principal característica de sus trabajos es que son claros, legibles y accesibles a un amplio público. Sus primeros libros y artículos de 1923 abarcaron una amplia gama de temas, incluyendo la psiquiatría, psicología, la sexología, farmacología y la medicina interna, incorporando los resultados y las observaciones de su tiempo.Divulgó un estilo de vida saludable en las aulas universitarias, en sus libros y en sus programas de radio, que tuvieron una buena recepción por parte del público.